# Sevenans
Sevenans és un municipi francès situat al departament del Territori de Belfort i a la regió de Borgonya - Franc Comtat. L'any 2007 tenia 789 habitants.

## Demografia

### Població
El 2007 la població de fet de Sevenans era de 789 persones. Hi havia 446 famílies de les quals 279 eren unipersonals (215 homes vivint sols i 64 dones vivint soles), 72 parelles sense fills, 79 parelles amb fills i 16 famílies monoparentals amb fills.
La població ha evolucionat segons el següent gràfic:
Habitants censats

### Habitatges
Tots els 447 habitatges que hi havia el 2007 eren l'habitatge principal de la família. 168 eren cases i 278 eren apartaments. Dels 447 habitatges principals, 142 estaven ocupats pels seus propietaris, 286 estaven llogats i ocupats pels llogaters i 19 estaven cedits a títol gratuït; 248 tenien una cambra, 16 en tenien dues, 10 en tenien tres, 37 en tenien quatre i 136 en tenien cinc o més. 167 habitatges disposaven pel capbaix d'una plaça de pàrquing. A 150 habitatges hi havia un automòbil i a 126 n'hi havia dos o més.

### Piràmide de població
La piràmide de població per edats i sexe el 2009 era:
| Homes | Edats   | Dones |
| ----- | ------- | ----- |
| 0     | 95 o +  | 0     |
| 0     | 90 a 94 | 4     |
| 0     | 85 a 89 | 4     |
| 0     | 80 a 84 | 0     |
| 4     | 75 a 79 | 4     |
| 0     | 70 a 74 | 4     |
| 4     | 65 a 69 | 4     |
| 4     | 60 a 64 | 4     |
| 20    | 55 a 59 | 16    |
| 20    | 50 a 54 | 12    |
| 8     | 45 a 49 | 20    |
| 52    | 40 a 44 | 36    |
| 16    | 35 a 39 | 28    |
| 20    | 30 a 34 | 4     |
| 20    | 25 a 29 | 12    |
| 168   | 20 a 24 | 40    |
| 44    | 15 a 19 | 32    |
| 36    | 10 a 14 | 32    |
| 24    | 5 a 9   | 16    |
| 20    | 0 a 4   | 16    |

## Economia
El 2007 la població en edat de treballar era de 640 persones, 307 eren actives i 333 eren inactives. De les 307 persones actives 283 estaven ocupades (169 homes i 114 dones) i 24 estaven aturades (6 homes i 18 dones). De les 333 persones inactives 29 estaven jubilades, 275 estaven estudiant i 29 estaven classificades com a «altres inactius».

### Ingressos
El 2009 a Sevenans hi havia 188 unitats fiscals que integraven 513 persones, la mediana anual d'ingressos fiscals per persona era de 19.542 €.

### Activitats econòmiques
Dels 21 establiments que hi havia el 2007, 1 era d'una empresa extractiva, 3 d'empreses de fabricació d'altres productes industrials, 3 d'empreses de construcció, 6 d'empreses de comerç i reparació d'automòbils, 1 d'una empresa de transport, 2 d'empreses d'hostatgeria i restauració, 2 d'empreses d'informació i comunicació, 1 d'una empresa immobiliària, 1 d'una empresa de serveis i 1 d'una empresa classificada com a «altres activitats de serveis».
Dels 8 establiments de servei als particulars que hi havia el 2009, 3 eren tallers de reparació d'automòbils i de material agrícola, 1 guixaire pintor, 2 lampisteries i 2 restaurants.

## Equipaments sanitaris i escolars
El 2009 hi havia una escola elemental integrada dins d'un grup escolar amb les comunes properes formant una escola dispersa.
```
Disposava d'un centre d'altres ensenyaments superiors.
```

## Poblacions més properes
El següent diagrama mostra les poblacions més properes.